# BBK Electronics
BBK Electronics Corporation (Cinese: 广东步步高电子工业有限公司, conosciuta come BBK Electronics, 步步高电器) è una multinazionale della regione cinese del Guangdong specializzata in elettronica di consumo.
Vende telefoni cellulari sotto i marchi Oppo Electronics, OnePlus, Vivo, Realme e iQOO, e lettori Blu-ray e cuffie con la divisione Oppo Digital.
La sede di BBK Electronics e il sito produttivo si trovano a Chang'an, Dongguan. L'ultimo membro (brand) del gruppo BBK Electronics è "imoo".
Nel 2019 risultava (sommando i vari marchi) come il secondo produttore al mondo di telefoni cellulari.
A partire da ottobre 2022, il sito web di BBK Electronics per il mercato cinese reindirizza alla sua sussidiaria, Guangdong Little Genius Limited Technology Corporation, un produttore di smartwatch destinati ai bambini. La società è stata cancellata il 7 aprile 2023.